# Conus armentrouti
Conus armentrouti é uma espécie de gastrópode do gênero Conus, pertencente a família Conidae.